# Puchar Polski w piłce siatkowej mężczyzn (2011/2012)
Puchar Polski w piłce siatkowej mężczyzn 2011/2012 - 55. sezon rozgrywek o siatkarski Puchar Polski odbywający się od 1932 roku.
Turniej finałowy Pucharu Polski Enea Cup 2012 odbył się w dniach 21-22 stycznia 2012 roku w hali Podpromie w Rzeszowie. Drugi raz z rzędu i szósty w historii Puchar Polski zdobyła PGE Skra Bełchatów, która w finale pokonała Jastrzębski Węgiel. Uzyskała w ten sposób prawo gry w Lidze Mistrzów 2012/2013.

## System rozgrywek
Rozgrywki składały się z 4 rund wstępnych, w których wystąpiły zespoły z I, II i III lig. Drużyny, które zwyciężyły w 4. rundzie zagrały w V rundzie razem z zespołami z Plusligi z miejsc 5-10. po 9. kolejkach rundy zasadniczej. W ćwierćfinałach rozstawione były kolejne 4 najlepsze zespoły Plusligi.

## Drużyny uczestniczące
| Plusliga 10 drużyn | Plusliga 10 drużyn          | Plusliga 10 drużyn |
| ------------------ | --------------------------- | ------------------ |
| 1.                 | ZAKSA Kędzierzyn-Koźle      | półfinał           |
| 2.                 | PGE Skra Bełchatów          | zwycięzca          |
| 3.                 | Asseco Resovia              | półfinał           |
| 4.                 | Jastrzębski Węgiel          | finał              |
| 5.                 | Delecta Bydgoszcz           | ćwierćfinał        |
| 6.                 | Fart Kielce                 | 5. runda           |
| 8.                 | AZS UWM Olsztyn             | ćwierćfinał        |
| 7.                 | Domex Tytan AZS Częstochowa | ćwierćfinał        |
| 9.                 | AZS Politechnika Warszawska | 5. runda           |
| 10.                | Lotos Trefl Gdańsk          | 5. runda           |

| I liga 12 drużyn           | I liga 12 drużyn | I liga 12 drużyn |
| -------------------------- | ---------------- | ---------------- |
| BBTS Bielsko-Biała         | 3. runda         |                  |
| KPS Jadar Siedlce          | 2. runda         |                  |
| GTPS Gorzów Wielkopolski   | 3. runda         |                  |
| Energetyk Jaworzno         | 2. runda         |                  |
| AZS Stal Nysa              | 2. runda         |                  |
| Ślepsk Suwałki             | 2. runda         |                  |
| Pekpol Ostrołęka           | 5. runda         |                  |
| Joker Rodło Piła           | 2. runda         |                  |
| MKS MOS Interpromex Będzin | ćwierćfinał      |                  |
| Cuprum Mundo Lubin         | 2. runda         |                  |
| Pamapol Siatkarz Wieluń    | 3. runda         |                  |
| Wanda Instal Kraków        | 4. runda         |                  |

| niższe ligi 7 drużyn     | niższe ligi 7 drużyn |
| ------------------------ | -------------------- |
| Avia Świdnik             | 2. runda             |
| KS Camper Wyszków        | 3. runda             |
| LKS Czarni Wirex Rząśnia | 2. runda             |
| Krispol Września         | 4. runda             |
| MOSiR Bochnia            | 1. runda             |
| MOSiW Międzyrzecz        | 1. runda             |
| Pronar Parkiet Hajnówka  | 1. runda             |

## Rozgrywki

### I runda
| Data       | Drużyna 1               | Wynik | Drużyna 2        | Sety                       |
| ---------- | ----------------------- | ----- | ---------------- | -------------------------- |
| 14.09.2011 | MOSiW Międzyrzecz       | 0:3   | Krispol Września | 22:25, 23:25, 20:25        |
| 14.09.2011 | Pronar Parkiet Hajnówka | 1:3   | Camper Wyszków   | 17:25, 22:25, 26:24, 22:25 |
| 14.09.2011 | MOSiR Bochnia           | 1:3   | Avia Świdnik     | 29:27, 20:25, 22:25, 23:25 |
| 14.09.2011 | Czarni Rząśnia          |       | wolny los        |                            |

### II runda
| Data       | Drużyna 1                    | Wynik | Drużyna 2                       | Sety                              |
| ---------- | ---------------------------- | ----- | ------------------------------- | --------------------------------- |
| 12.10.2011 | Krispol Września             | 3:2   | Joker Rodło Piła                | 22:25, 26:24, 25:17, 20:25, 15:10 |
| 12.10.2011 | Cuprum Mundo Lubin           | 0:3   | Rajbud GTPS Gorzów Wielkopolski | 18:25, 22:25, 23:25               |
| 12.10.2011 | Camper Wyszków               | 3:2   | KPS Jadar Siedlce               | 18:25, 25:21, 23:25, 26:24, 15:12 |
| 12.10.2011 | Pekpol Ostrołęka             | 3:2   | Ślepsk Suwałki                  | 25:18, 18:25, 25:17, 18:25, 15:7  |
| 12.10.2011 | Wanda Instal Kraków          | 3:0   | Avia Świdnik                    | 25:20, 25:19, 25:21               |
| 12.10.2011 | MCKiS PKE Energetyk Jaworzno | 1:3   | BBTS Bielsko-Biała              | 21:25, 22:25, 27:25, 20:25        |
| 12.10.2011 | MKS MOS Interpromex Będzin   | 3:1   | AZS Stal Nysa                   | 25:16, 26:24, 20:25, 25:21        |
| 12.10.2011 | Czarni Rząśnia               | 0:3   | Siatkarz Wieluń                 | 19:25, 17:25, 21:25               |

### III runda
| Data       | Drużyna 1                  | Wynik | Drużyna 2                       | Sety                              |
| ---------- | -------------------------- | ----- | ------------------------------- | --------------------------------- |
| 23.11.2011 | Krispol Września           | 3:1   | Rajbud GTPS Gorzów Wielkopolski | 25:18, 17:25, 25:23, 25:18        |
| 23.11.2011 | Camper Wyszków             | 0:3   | Pekpol Ostrołęka                | 22:25, 21:25, 20:25               |
| 23.11.2011 | Wanda Instal Kraków        | 3:0   | BBTS Bielsko-Biała              | 25:23, 25:21, 25:23               |
| 23.11.2011 | MKS MOS Interpromex Będzin | 3:2   | Siatkarz Wieluń                 | 21:25, 25:16, 25:18, 22:25, 16:14 |

### IV runda
| Data       | Drużyna 1           | Wynik | Drużyna 2                  | Sety                       |
| ---------- | ------------------- | ----- | -------------------------- | -------------------------- |
| 07.12.2011 | Krispol Września    | 1:3   | Pekpol Ostrołęka           | 27:29, 18:25, 25:21, 23:25 |
| 07.12.2011 | Wanda Instal Kraków | 1:3   | MKS MOS Interpromex Będzin | 25:21, 19:25, 23:25, 19:25 |

### V runda
| Data       | Drużyna 1                  | Wynik | Drużyna 2                   | Sety                |
| ---------- | -------------------------- | ----- | --------------------------- | ------------------- |
| 21.12.2011 | Pekpol Ostrołęka           | 0:3   | Delecta Bydgoszcz           | 20:25, 19:25, 15:25 |
| 21.12.2011 | Lotos Trefl Gdańsk         | 0:3   | Tytan AZS Częstochowa       | 21:25, 22:25, 13:25 |
| 21.12.2011 | Indykpol AZS Olsztyn       | 3:0   | AZS Politechnika Warszawska | 25:20, 25:23, 25:17 |
| 21.12.2011 | MKS MOS Interpromex Będzin | 3:0   | Fart Kielce                 | 30:28, 25:20, 25:19 |

### Ćwierćfinały
| Data       | Drużyna 1                  | Wynik | Drużyna 2                  | Sety                       |
| ---------- | -------------------------- | ----- | -------------------------- | -------------------------- |
| 04.01.2012 | ZAKSA Kędzierzyn-Koźle     | 3:1   | Delecta Bydgoszcz          | 20:25, 25:18, 30:28, 28:18 |
| 07.01.2012 | Delecta Bydgoszcz          | 1:3   | ZAKSA Kędzierzyn-Koźle     | 24:26, 25:18, 23:25, 14:25 |
|            |                            |       |                            |                            |
| 04.01.2012 | Jastrzębski Węgiel         | 3:1   | Tytan AZS Częstochowa      | 25:21, 30:32, 25:22, 25:18 |
| 07.01.2012 | Tytan AZS Częstochowa      | 0:3   | Jastrzębski Węgiel         | 21:25, 20:25, 19:25        |
|            |                            |       |                            |                            |
| 04.01.2012 | Indykpol AZS Olsztyn       | 1:3   | Asseco Resovia             | 25:23, 19:25, 25:27, 18:25 |
| 07.01.2012 | Asseco Resovia             | 3:1   | Indykpol AZS Olsztyn       | 25:23, 22:25, 25:17, 25:20 |
|            |                            |       |                            |                            |
| 04.01.2012 | MKS MOS Interpromex Będzin | 0:3   | PGE Skra Bełchatów         | 18:25, 22:25, 23:25        |
| 06.01.2012 | PGE Skra Bełchatów         | 3:0   | MKS MOS Interpromex Będzin | 25:14, 25:17, 25:14        |

### Półfinały
| Data       | Drużyna 1              | Wynik | Drużyna 2          | Sety                              |
| ---------- | ---------------------- | ----- | ------------------ | --------------------------------- |
| 21.01.2012 | ZAKSA Kędzierzyn-Koźle | 2:3   | Jastrzębski Węgiel | 22:25, 25:18, 23:25, 25:22, 12:15 |
| 21.01.2012 | Asseco Resovia         | 1:3   | PGE Skra Bełchatów | 25:21, 24:26, 23:25, 23:25        |

### Finał
| Data       | Drużyna 1          | Wynik | Drużyna 2          | Sety                |
| ---------- | ------------------ | ----- | ------------------ | ------------------- |
| 22.01.2012 | Jastrzębski Węgiel | 0:3   | PGE Skra Bełchatów | 16:25, 20:25, 19:25 |